# Ingrid Hedström
Ingrid Helena Hedström, född 2 juni 1949 i Söderhamns församling i Hälsingland, är en svensk journalist och författare. Hon är även utbildad psykolog.

## Biografi
Hedström examinerades som psykolog med ett arbete om familjens utveckling under senkapitalismen, och skrev därefter för Kommunistiska Arbetarförbundets tidning Internationalen.
Hedström startade den feministiska Kvinnotidningen Q 1981. Hon har även arbetat som korrekturläsare och som sekreterare inom stålindustrin. Hon började sin bana som journalist på Borlänge Tidning, och har arbetat på LO-tidningen och Svenska Dagbladet. I ett 20-tal år har Hedström varit Europareporter åt Dagens Nyheter.
Hedström gifte sig 11 juni 1982 med Henrik Brors och är mor till Helena Brors.

## Deckarförfattare
En deckarkurs i Wales under ledning av Val McDermid och Denise Mina blev avgörande för att Hedström började skriva romaner. 2008 publicerade hon deckaren Lärarinnan i Villette, som utspelar sig i Belgien 1994 med undersökningsdomaren Martine Poirot som problemlösare och huvudperson. Boken vann Svenska Deckarakademins debutantpris 2008. År 2009 kom uppföljaren, Flickorna i Villette och 2014 kom den sjätte delen Svarta korpar över Villette. Böckerna om Martine Poirot har även sålts till Danmark, Tyskland, Polen och Tjeckien.
Att huvudkaraktären heter Poirot i efternamn är ingen slump, utan en blinkning till Agatha Christie, och Hedströms deckare "rymmer trots det lättflytande berättandet en hel del journalistisk substans", enligt Jan Ceder på Alex författarlexikon.
2014 kom Bortfall, den första boken i en ny serie av Hedström. Denna gång kretsar historien kring diplomaten Astrid Sammils, och utspelar sig till stor del i Dalarna.